# Операция «Прорыв»

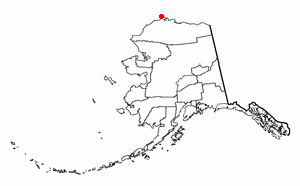
Мыс Барроу на карте Аляски

Операция «Прорыв» (англ. Operation Breakthrough) — межнациональная операция по освобождению трёх серых китов из пакового льда в Море Бофорта вблизи мыса Барроу в штате Аляска в 1988 году. Положение китов привлекло внимание СМИ, вызвавшее сотрудничество многих правительств и организаций для их вызволения. Младший из китов умер за время операции, но оставшиеся двое в конце концов были освобождены.

## Спасательная операция
7 октября 1988 года охотник Рой Ахмаогак (англ. Roy Ahmaogak), эскимос-инупиат, обнаружил трёх серых китов, запертых в полынье в поле пакового льда в Море Бофорта вблизи мыса Барроу в штате Аляска. Охотник попытался при помощи цепной пилы прорезать путь во льду, ведущий к открытой воде. Соседи по деревне помогали охотнику, с помощью насосов не давая льду образоваться заново за ночь. Слух о китах распространялся в сообществе инуитов, и биологи боро Норт-Слоп посетили место происшествия и оценили опасность. Было предложено использовать вертолёт-кран, чтобы проделать во льду отверстия с помощью 5-тонного молота.
Неделей позже в Анкоридже был снят новостной сюжет о попавших в ловушку китах. Спасатели попытались получить во временное пользование баржу из Прадхо-Бей, чтобы проломить лёд и очистить путь, однако баржа сама оказалась заперта во льдах. Положение китов привлекло ещё большее внимание СМИ, когда журналисты связались с Баро Норт Слоп и прибыли на место происшествия. Национальное управление океанических и атмосферных исследований выслало команду учёных-цетологов, а Государственный департамент США попросил о помощи два советских судна: ледокол «Адмирал Макаров» и судно-снабженец «Владимир Арсеньев». Киты попытались последовать по пути к выходу, но толпа журналистов заставила их вернуться. Киты были изранены острыми ледяными осколками, образовывавшимися при пробивании пути, и вода вокруг окрашивалась их кровью.
Пока киты оставались там, где их обнаружили, им были даны инуитские имена Putu, Siku и Kanik и английские Bonnet, Crossbeak и Bone соответственно. Девятимесячный младший кит (Bone) умер 21 октября.
28 октября «Адмирал Макаров» проломил торос шириной около 365 метров (400 ярдов) и высотой около 9 метров (30 футов). «Владимир Арсеньев» очистил от ледяного лома проход, достаточно широкий для того, чтобы два оставшихся кита могли выбраться. К утру 29 октября, согласно данным вертолётной разведки, киты ушли в открытое море.
Операция по спасению стоила около 1 млн долларов США и критиковалась учёными.

## Ретроспектива
Эксперты-цетологи отмечают важную роль операции по спасению в изменении отношения людей к китам: «Хотя спасение серых китов, запертых во льдах Аляски, повлекло огромные затраты для того, чтобы обратить вспять частное и естественное событие, оно подчёркивает изменение отношения людей к китам».

## Память об операции
Американец Тимоти Дагген, желавший поблагодарить советских моряков за спасение китов, решил создать памятник, напоминающий об этом событии, и подарить его городу Владивостоку (Владивосток — порт приписки двух участвовавших в операции русских судов). Для этого он обратился к скульптору Джерри Фейберу. Памятник, изготовленный Фейбером из ствола трёхсотлетнего вяза, изображает трёх китов, выныривающих из воды. Любопытно, что, как и при самом спасении китов, при создании памятника важным инструментом оказалась цепная пила — Фейбер применял её при создании этой и других скульптур.
2 июля 1989 года во Владивостоке состоялось открытие памятника.
В 1997 году памятник заменён бронзовой репликой, так как оригинал начал разрушаться из-за особенностей климата Владивостока.

## Фильмы
- Все любят китов (Big Miracle) — фильм 2012 года, описывающий операцию по спасению.

## Статьи и книги
- Rose T. Freeing the Whales: How the Media Created the World's Greatest Non-Event. — Carol Publishing Corporation, 1989. — ISBN 978-1-55972-011-3.
- Сальников С. С. Спасите китов! // "Кукумбер" : журнал. — Москва, 2010. — № 6.